# 上田裕
上田 裕（うえだ ゆう）は、日本の漫画家。主に成人向け漫画を執筆している。同人サークル「とくだ」で活動している。

## 作品リスト
1. 『かちんこちん こあくま』 2010年4月23日発売[1]、茜新社〈TENMACOMICS LO #84〉、ISBN 978-4-86349-150-2
2. 『とびだせ！こあくま』 2011年2月25日発売[2]、茜新社〈TENMACOMICS LO #101〉、ISBN 978-4-86349-208-0
3. 『ちんちこちん こあくま』 2012年6月28日発売[3]、茜新社〈TENMACOMICS LO #118〉、ISBN 978-4-86349-300-1
4. 『ろりまんガー』 2013年3月26日発売[4]、茜新社〈TENMACOMICS LO #130〉、ISBN 978-4-86349-350-6
5. 『よい子はしちゃダメ！』 2014年10月24日発売[5]、茜新社〈TENMACOMICS LO #164〉、ISBN 978-4-86349-459-6
6. 『なかよしりぼん』 2015年6月27日発売[6]、茜新社〈TENMACOMICS LO #179〉、ISBN 978-4-86349-507-4
7. 『ろりくりごはん』 2016年6月28日発売[7]、茜新社〈TENMACOMICS LO #196〉、ISBN 978-4-86349-563-0
8. 『なまいきハニートラップ』 2017年5月27日発売[8]、茜新社〈TENMACOMICS LO #210〉、ISBN 978-4-86349-628-6
9. 『おんなのこ解禁』 2018年3月28日発売[9]、茜新社〈TENMACOMICS LO #231〉、ISBN 978-4-86349-695-8
10. 『こあくまんまん』 2019年4月27日発売[10]、茜新社〈TENMACOMICS LO #250〉、ISBN 978-4-86349-766-5
11. 『ぴこぴこちぴっこまん』 2020年5月28日発売[11]、茜新社〈TENMACOMICS LO #273〉、ISBN 978-4-86349-827-3
12. 『こあくまックス』 2021年3月27日発売[12]、茜新社〈TENMACOMICS LO #283〉、ISBN 978-4-86349-860-0